# Christian Luschnig
Christian Luschnig (ur. 25 grudnia 1938 w Jenie) – wschodnioniemiecki zapaśnik walczący w stylu wolnym. Olimpijczyk z Rzymu 1960, gdzie zajął siedemnaste miejsce w kategorii do 62 kg.
Siódmy na mistrzostwach świata w 1965. Dziewiętnasty na mistrzostwach Europy w 1966 roku.
Mistrz NRD w 1960 i 1965; drugi w 1959, 1963, 1966, 1968 i 1969. Mistrz w stylu klasycznym w 1959 roku.